# Ronde van de Filipijnen
De Ronde van de Filipijnen (Spaans: Tour de Filipinas) is een meerdaagse wielerwedstrijd in de Filipijnen. De wedstrijd maakt sinds 2010 deel uit van de UCI Asia Tour, in de categorie 2.2.

## Lijst van winnaars

### Overwinningen per land
| Overwinningen | Land                                                 |
| ------------- | ---------------------------------------------------- |
| 3             | Filipijnen                                           |
| 2             | Iran                                                 |
| 1             | Australië, Frankrijk, Ierland, Kazachstan, Nederland |